# Deiphobus
Deifobo (in latino Deiphobus) è una cothurnata perduta dello scrittore romano Lucio Accio.